# Viktor Lőrincz

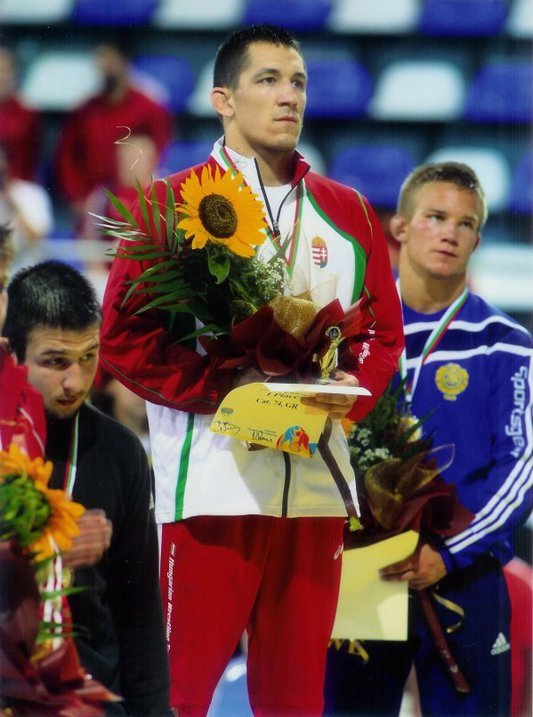
Viktor Lőrincz (2015)

Viktor Lőrincz (* 28. April 1990 in Cegléd) ist ein ungarischer Ringer. Er gewann bei der Europameisterschaft 2012 und bei der Weltmeisterschaft 2013 jeweils eine Bronzemedaille im griechisch-römischen Stil im Mittelgewicht. 2017 wurde er Europameister im Mittelgewicht:

## Werdegang
Viktor Lőrincz stammt aus einer Ringerfamilie. Sein älterer Bruder ist Tamás Lőrincz, der Silbermedaillengewinner von den Olympischen Spielen 2012 im Leichtgewicht. Viktor Lőrincz begann im Alter von sieben Jahren mit dem Ringen. Er konzentriert sich dabei auf den griechisch-römischen Stil und gehört dem Sportverein CVSE Csegled an. Trainiert wurde er hauptsächlich von Ferenc Papp und Andras Szücs. Er ist Student und zurzeit bestreitet er seinen Lebensunterhalt mit dem Ringen. Er ist auch in den deutschen Ringerkreisen gut bekannt, weil er seit 2011 für den 1. Luckenwalder SC in der deutschen Bundesliga auf die Matte geht.
Seinen Einstand auf der internationalen Ringermatte gab Viktor Lőrincz bei der Junioren-Europameisterschaft (Cadets) 2007, bei der er in der Gewichtsklasse bis 76 kg auf den 3. Platz kam und damit gleich eine Medaille gewann. Als Nächstes war er bei der Junioren-Europameisterschaft (Juniors) 2010 in Samokow/Bulgarien am Start. Er war dort noch erfolgreicher, denn er wurde im Weltergewicht neuer Junioren-Europameister. Bei der Junioren-Weltmeisterschaft 2010 in Budapest verlor er allerdings gleich seinen ersten Kampf gegen den Türken Mehmedali Küçükosman, schied damit aus und kam nur auf den 21. Platz.
2011 nahm Viktor Lőrincz erstmals bei den Senioren bei einer internationalen Meisterschaft teil. Er verlor aber bei der Weltmeisterschaft in Istanbul im Mittelgewicht gegen Laimutis Adomaitis aus Litauen. Da dieser den Endkampf nicht erreichte, schied er aus und landete abgeschlagen auf dem 38. Platz. Aber schon bei seinem nächsten Start bei einer internationalen Meisterschaft bei den Senioren gelang ihm sein erster Medaillengewinn. Er besiegte bei der Europameisterschaft 2011 in Belgrad im Mittelgewicht Rami Hietaniemi, Finnland, verlor dann gegen Christo Marinow, Bulgarien, besiegte danach aber Christian Roed, Dänemark, Wladimir Gegeschidse, Georgien und Eerik Aps, Estland, womit er eine EM-Bronzemedaille sein Eigen nennen durfte. Dieser dritte Platz bei einer Europameisterschaft reichte aber noch nicht aus, um sich für die Teilnahme an den Olympischen Spielen in London zu qualifizieren. Dieses Ziel schaffte er anschließend bei drei Qualifikationsturnieren in Sofia, Taiyuan/China und Helsinki leider auch nicht, so dass er in London nicht am Start war.
2013 setzte sich Viktor Lőrincz in einer internen Ausscheidung für die Weltmeisterschaft dieses Jahres in Budapest gegen seinen harten Konkurrenten Péter Bácsi durch und konnte deshalb bei dieser Meisterschaft starten. Er besiegte dort zunächst Hanssel Argel Salvador Mejia, Mexiko, verlor aber seinen nächsten Kampf gegen Saman Tahmasebi aus Aserbaidschan. Da dieser das Finale erreichte, konnte er in der Trostrunde weiterrungen, in der er sich mit Siegen über Eugen Ponomartschuk, Deutschland, Giorgi Zirekidse, Georgien und Ram Hietaniemi eine WM-Bronzemedaille sicherte.
Nach einem enttäuschenden 15. Platz bei der Europameisterschaft 2014 in Vantaa, er verlor dort schon in der 1. Runde gegen Maksim Manukjan aus Armenien, gewann Viktor Lőrincz bei der Weltmeisterschaft dieses Jahres in Taschkent eine Bronzemedaille. Nach einer Niederlage im Halbfinale gegen Melonin Noumonvi aus Frankreich sicherte er sich diese mit einem Sieg über Kristoffer Johansson aus Schweden.
Bei der Weltmeisterschaft 2015 in Las Vegas kam Viktor Lőrincz auf den 5. Platz und erkämpfte sich mit diesem Platz die Startberechtigung bei den Olympischen Spielen 2016 in Rio de Janeiro. Vorher startete er aber noch im März 2016 bei der Europameisterschaft in Riga, wo er zwei Kämpfe gewann, aber nach einer Niederlage gegen Ewgeni Salejew aus Russland nur auf den 7. Platz kam. In Rio de Janeiro erreichte er den Kampf um eine der Bronzemedaillen, verlor diesen allerdings gegen Denis Kudla aus Deutschland nach Punkten.
Im Mai 2017 gewann Viktor Lőrincz dann in Novi Sad endlich einen großen internationalen Titel. Er wurde dort mit Siegen über Julius Matuzevicius, Litauen, Eerik Aps, Estland, Nikolai Bajrakow, Bulgarien und Metehan Başar, Türkei, Europameister. Bei der Weltmeisterschaft dieses Jahres in Paris reichte es für ihn jedoch zu keinem Medaillengewinn. Er kam nach Siegen über Ravinder Chatri, Indien und Alexander Schischman, Ukraine und einer Niederlage gegen Hossein Ahmad Nouri, Iran, nur auf den 8. Platz.
Auch bei der Europameisterschaft 2018 in Kaspijsk, bei der er Titelverteidiger war, kam Viktor Lőrincz nicht in die Medaillenränge. Er siegte in Kaspijsk zunächst über Rami Hietaniemi aus Finnland, unterlag aber im nächsten Kampf gegen Islam Abbasow aus Aserbaidschan. Da dieser im Halbfinale gegen Denis Kudla unterlag, schied er aus und kam nur auf den 10. Platz.

## Internationale Erfolge
| Jahr | Platz | Wettbewerb                                   | Gewichtsklasse | Ergebnisse |
| 2007 | 3.    | Junioren-EM (Cadets)                         | bis 76 kg      | hinter Dimitri Potapow, Russland und Schan Belenjuk, Ukraine |
| 2010 | 1.    | Junioren-EM in Samokow/Bulgarien             | Welter         | vor Alexander Jersgren, Schweden, Bilan Nalgijew, Russland und Mateusz Lukasz Wolny, Polen |
| 2010 | 21.   | Junioren-WM in Budapest                      | Welter         | nach einer Niederlage gegen Mehmedali Kucukosman, Türkei |
| 2011 | 15.   | Golden-Grand-Prix in Szombathely             | Welter         | Sieger Ewgeni Salejew, Russland vor Alexander Daragan, Ukraine |
| 2011 | 3.    | Torneo Citta a Sassari                       | Mittel         | hinter Warteres Samurgaschew, Russland und Attila Tamas, Rumänien |
| 2011 | 38.   | WM in Istanbul                               | Mittel         | nach einer Niederlage gegen Laimutis Adomaitis, Litauen |
| 2012 | 3.    | Golden-Grand-Prix in Szombathely             | Mittel         | hinter Peter Bacsi, Ungarn und Selçuk Çebi, Türkei |
| 2012 | 3.    | EM in Belgrad                                | Mittel         | nach einem Sieg über Rami Hietaniemi, Finnland, einer Niederlage gegen Christo Marinow, Bulgarien und Siegen über Christian Roed, Dänemark, Wladimir Gegeschidse, Georgien und Eerik Aps, Estland                                                     |
| 2012 | 11.   | Olympia-Qualif.-Turnier in Sofia             | Mittel         | Sieger: Wassyl Ratschyba, Ukraine vor Amer Hrustanovic, Österreich |
| 2012 | 12.   | Olympia-Qualif.-Turnier in Helsinki          | Mittel         | Sieger: Christo Marinow vor Wladimir Gegeschidse |
| 2012 | 3.    | "Wladyslaw-Pytlasinski"-Memorial in Ratibor  | Mittel         | hinter Alan Chugajew, Russland und Damian Janikowski, Polen |
| 2012 | 1.    | Golden-Grand-Prix in Baku                    | Mittel         | vor Alo Toom, Estland, Asamat Bikbajew, Russland und Rafik Huseinow, Aserbaidschan |
| 2012 | 7.    | Welt-Cup in Teheran                          | Mittel         | Sieger: Selcuk Cebi vor Taleb Nariman Nematpour, Iran |
| 2013 | 3.    | Golden-Grand-Prix in Szombathely             | Mittel         | hinter Peter Bacsi und Rewasi Nadareischwili, Georgien |
| 2013 | 2.    | Jacob-Curly-Cup in Chicago                   | Mittel         | hinter Jordan Holm, USA, vor Laimutis Adomaitis |
| 2013 | 1.    | Großer Preis von Deutschland in Dortmund     | Mittel         | vor Wiktor Sasunowski, Weißrussland, Tadeusz Michalak, Polen und Fisnik Zahiti, Schweden |
| 2013 | 1.    | "Wladyslaw-Pytlasinski"-Memorial in Warschau | Mittel         | vor Damian Janikowski und Alexander Kazakewitsch, Litauen |
| 2013 | 3.    | WM in Budapest                               | Mittel         | nach einem Sieg über Hanssel Argel Salvador Mejia, Mexiko, einer Niederlage gegen Saman Ahmed Tahmasebi, Aserbaidschan und Siegen über Eugen Ponomartschuk, Deutschland, Giorgi Zirekidse, Georgien und Rami Hietaniemi                               |
| 2013 | 3.    | Golden-Grand-Prix in Baku                    | Mittel         | hinter Saman Ahmed Tahmasebi und Jim Eric Pettersson, Schweden |
| 2014 | 3.    | "Yadegar-Imam"-Cup in Teheran                | bis 85 kg      | hinter Mojtaba Karimfar und Saman Azizi, beide Iran |
| 2014 | 15.   | EM in Vantaa                                 | bis 85 kg      | nach einer Niederlage gegen Maksim Manukjan, Armenien |
| 2014 | 3.    | WM in Taschkent                              | bis 85 kg      | nach Siegen über Nenad Zugaj, Kroatien, Artur Omarow, Tschechien und Jawid Hamsatow, Weißrussland, einer Niederlage gegen Melonin Noumonvi, Frankreich und einem Sieg über Kristoffer Johansson, Schweden                                             |
| 2015 | 5.    | WM in Las Vegas                              | bis 85 kg      | nach Siegen über Nolan Puletasi, ASA und Mate Sopadse, Georgien, einer Niederlage gegen Dchan Belenjuk, Ukraine, Siegen über Ramsin Azizsir, Deutschland und Damian Janikowski, Polen und einer Niederlage gegen Saman Ahmed Tahmasebi, Aserbaidschan |
| 2016 | 7.    | EM in Riga                                   | bis 85 kg      | nach Siegen über Attila Geza Tamas, Rumänien und Nenad Zugaj und einer Niederlage gegen Ewgeni Salejew, Russland |
| 2016 | 1.    | Großer Preis von Spanien in Madrid           | bis 85 kg      | vor Dawit Chakwetadse, Russland, Ahmed Mohamed Ibrahim Othman Saad, Ägypten und Lascha Gobadse, Georgien |
| 2016 | 5.    | OS in Rio de Janeiro                         | bis 85 kg      | nach einer Niederlage gegen Maksim Manukjan, einem Sieg über Ravinder Chatri, Indien und Niederlagen gegen Dawit Chakwetadse und Denis Kudla, Deutschland                                                                                             |
| 2017 | 1.    | EM in Novi Sad                               | bis 85 kg      | nach Siegen über Julius Matuzevicius, Litauen, Eerik Aps, Estland, Nikolai Bajrakow, Bulgarien und Metehan Başar, Türkei |
| 2017 | 1.    | "Wladyslaw-Pytlasinski"-Turnier in Warschau  | bis 85 kg      | vor Dawit Chakwetadse, Asamat Kustubajew, Kasachstan und Robert Kobliaschwili, Georgien |
| 2017 | 8.    | WM in Paris                                  | bis 85 kg      | nach Siegen über Ravinder Chatri und Alexander Schischman, Ukraine und einer Niederlage gegen Hossein Ahmad Nouri, Iran |
| 2018 | 1.    | Großer Preis von Zagreb                      | bis 87 kg      | vor Erik Szilvyssy, Ungarn, Iwan Huklek, Kroatien und Ilja Nikiforow, UdSSR |
| 2018 | 1.    | Cerro-Palado-International in Havanna        | bis 87 kg      | vor Erik Szilvassy, Geovanis Carrera, Kuba und Kevin Radford, USA |
| 2018 | 10.   | EM in Kaspijsk                               | bis 87 kg      | nach einem Sieg über Rami Hietaniemi, Finnland und einer Niederlage gegen Islam Abbasow, Aserbaidschan |

Erläuterungen
- alle Wettkämpfe im griechisch-römischen Stil
- OS = Olympische Spiele, WM = Weltmeisterschaft, EM = Europameisterschaft
- Weltergewicht, Gewichtsklasse bis 74 kg, Mittelgewicht, bis 84 kg Körpergewicht (bis 31. Dezember 2013; seit 1. Januar 2014 gilt eine neue Gewichtsklasseneinteilung durch den Ringer-Weltverband FILA)